# Trichacis meridionalis
Trichacis meridionalis är en stekelart som först beskrevs av Charles Thomas Brues 1910.  Trichacis meridionalis ingår i släktet Trichacis och familjen gallmyggesteklar. Inga underarter finns listade i Catalogue of Life.